# Elze
Elze é uma cidade da Alemanha localizada no distrito de Hildesheim, estado de Baixa Saxônia.